# Тича (язовир)
Вижте пояснителната страница за други значения на Тича.
„Тѝча“ (старо име: „Виница“) е язовир на река Голяма Камчия в Североизточна България. Разположен е в речната долина преди Преславския пролом.
.
Той е седмият по големина в страната след язовирите „Мандра“, „Искър“, „Студен кладенец“, „Жребчево“, „Огоста“ и „Батак“.

## Местоположение
Намира се в Шуменска област, най-близкият град е Велики Преслав, който е на по-малко от 10 km от преливната стена на язовира. Близки градове са също Върбица – на 18 km, и Шумен – на 40 km.

## История
Язовирът е в експлоатация от 1973 г. Стената му е земнонасипна. Той регулира високите води на реката. Използва се за напояване, както и за водоснабдяване на градовете Шумен, Велики Преслав и Търговище.
По долината на река Камчия е регистрирана най-голямата в Североизточна България гъстота на тракийски могилни некрополи от периода V – III в. пр.н.е. Немалък брой от тях се откриват край бреговете на съвременния язовир „Тича“. От най-дълбока древност в този регион съществуват селища, което се дължи на богатите почви, обилната влага, както и на редица други преимущества, дарявани от водите на пълноводната Камчия.
При създаването на язовира под нивото на водите му остават селата и землищата на Виница и Староселка. Жителите им са изселени.

## Хидрография
Общият обем на язовира е 311 800 000 m³ – 271 800 000 m³ полезен обем и 40 000 000 m³ мъртъв обем. Височината на стената е 55,5 m, а залятата площ при пълен язовир е 18,7 km². Обиколката му е над 100 km – най-голямата язовирна обиколка в България.

## Рибно богатство
В язовира могат да се ловят разнообразни видове риба. Рекордът на „Тича“ (а и на България) за улов с въдица е 112 kg сом с дължина 254 cm, уловен от пловдивчанина Красимир Александров.
- Бабушка
- Бяла риба
- Каракуда
- Кефал
- Костур
- Слънчева риба
- Сом
- Уклей
- Шаран
- Червеноперка
- Морунаж
- Платика

## Галерия
- Стената на язовира
- Преливникът и Голяма Камчия
- Преливникът